# فيليكس ماير (لاعب كرة قدم)
فيليكس ماير (بالنرويجية: Felix Myhre)‏ هو لاعب كرة قدم نرويجي في مركز الوسط، ولد في 4 مارس 1999 في النرويج. شارك مع منتخب النرويج تحت 17 سنة لكرة القدم. أما مع النوادي، فقد لعب مع نادي فوليرينغا.

## وصلات خارجية
- فيليكس ماير على موقع اتحاد النرويج (النرويجية)
- فيليكس ماير على موقع قاعدة بيانات كرة القدم.إي يو (الإنجليزية)
- فيليكس ماير على موقع Soccerway.com (الإنجليزية)